# Tonspion
Tonspion ist ein Internetmagazin, das legal und kostenlos verfügbare Musikdateien im MP3-Format redaktionell vorstellt und verlinkt. Die Schwerpunkte liegen bei aktueller Popmusik, Elektronik und Independent. Tonspion verweist, geordnet nach unterschiedlichen Stilrichtungen, ausschließlich auf MP3-Dateien, die von Künstlern oder Musiklabels zum kostenlosen Download freigegeben worden sind.
Tonspion wurde 1999 in Köln von dem Musikjournalisten Udo Raaf gegründet und war somit nach eigenen Angaben der erste MP3-Blog in Deutschland. Seit 2001 ist der Sitz in Berlin. Neben dem Gründer sind fünf Redakteure und mehrere freie Autoren (darunter Janko Röttgers) für Tonspion tätig.
Das Konzept, Stücke bereits erfolgreicher Künstler als Werbemaßnahme kostenlos und vollständig zum Download zur Verfügung zu stellen, war anfangs gerade in Deutschland noch nicht weit verbreitet, da die Musikindustrie (zu Zeiten der Napster-Kontroverse) den nicht DRM-geschützten MP3-Standard als „Piratenformat“ ablehnte. Tonspion vermochte nach eigenen Angaben jedoch viele bekannte Labels zur Freigabe von Songs zu bewegen. Inzwischen werden auch einige ausgewählte nichtkommerzielle Netlabels sowie aktuelle Veröffentlichungen aus den Sparten Hörbuch und Klassische Musik vorgestellt. Das Angebot ist kostenlos und wird über Werbung finanziert.
2001 wurde ein englischsprachiger Ableger namens Tonespy in London gegründet; das Projekt ist aber mittlerweile vorübergehend wieder eingestellt worden. Die deutsche Website ist jedoch weiterhin populär, Ende 2004 hatte sie nach eigenen Angaben 250.000 Besucher pro Monat.
Die deutsche Website wurde in den Jahren 2005 und 2006 für den Grimme Online Award nominiert.
Im April 2009 wurde das Angebot komplett neu gestaltet und um eine Video-Rubrik und eine Musikblog-Übersicht erweitert. Darüber hinaus bietet Tonspion nun eine Datenbank für Konzerte und Tourneen der von Tonspion empfohlenen Künstler.
Sämtliche zum Download angebotenen Songs und auch die zugehörigen Alben können auf der Seite vor dem Download mit einem webbasierten Player als Stream vorgehört werden. Hierfür nutzt Tonspion das Repertoire des Online-Musikshops 7digital.
Zahlreiche Webangebote verweisen regelmäßig auf die kostenlosen Downloadtipps von Tonspion, darunter Laut.de, Intro.de, Computerbild, Netzwelt oder Prinz Online.